# Petit Trianon

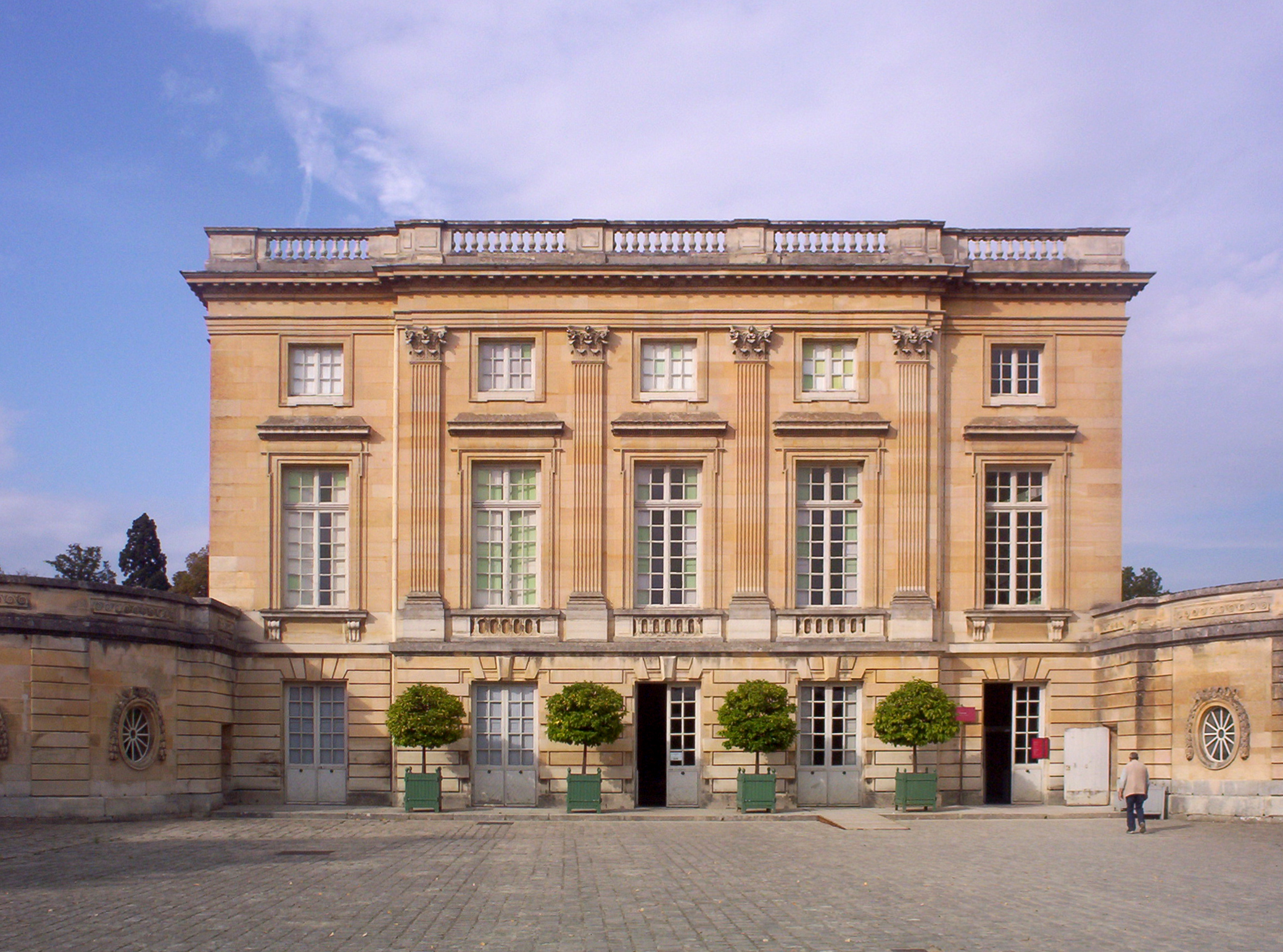
Lâu đài Trianon

Petit Trianon là một lâu đài nhỏ trong khuôn viên của Lâu đài Versailles tại Versailles, nước Pháp. Ange-Jacques Gabriel đã vẽ đồ án theo lệnh của vua Louis XV dành cho tình nhân là Madame de Pompadour và lâu đài đã được xây cất trong khoảng 1762-1768.
Lâu đài được coi là một kiệt tác của tân cổ điển, kết hợp phong cách hiện đại nhất và hài hòa với thiên nhiên xung quanh.
Được xây dành cho Madame de Pompadour, người đã qua đời trước khi nhìn thấy công trình hoàn thành, nó đã được khánh thành bởi Madame du Barry năm 1768, gần hai mươi năm sau các chỉnh trang khu vườn mới của nhà vua. Nó là công trình có diện tích lớn nhất của Petit Trianon, tuy nhiên không phải tòa nhà đầu tiên, nhưng đúng hơn là sự tiếp tục của một dự án kéo dài bốn thập kỷ. 